# Bobbi Kristina Brown

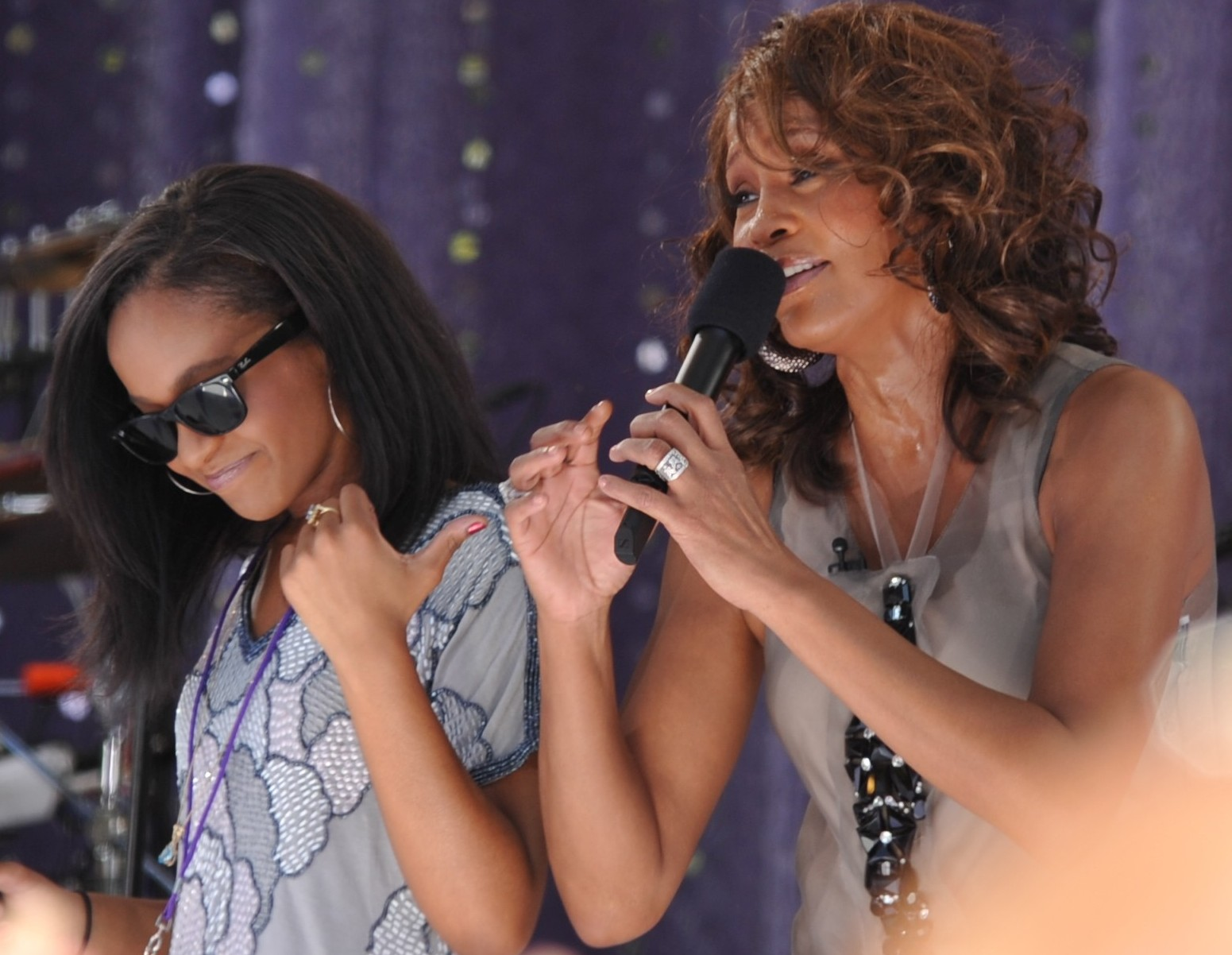
Bobbi Kristina Brown (links) en haar moeder Whitney Houston (rechts)

Bobbi Kristina Brown (Livingston, 4 maart 1993 – Duluth, 26 juli 2015) was een Amerikaanse actrice en tv-persoonlijkheid. Daarnaast trad ze ook op als zangeres samen met haar moeder Whitney Houston. Ze was een dochter van Bobby Brown.
Bobbi Kristina Brown werd op 31 januari 2015 buiten bewustzijn met haar gezicht naar beneden in bad gevonden, soortgelijk hoe haar moeder levenloos werd aangetroffen in 2012, en overgebracht naar een ziekenhuis. Ze werd in een kunstmatige coma gehouden, waarbij haar toestand verslechterde. Ze overleed op 26 juli 2015.

## Televisie en filmografie
Naast meerdere verschijningen in televisieprogramma's als The Oprah Winfrey Show (2009), Oprah's Next Chapter (2012), Billboard Music Awards (2012) en reality-tv-programma's als Being Bobby Brown (2005) en The Houstons: On Our Own (2012) was Brown te zien in een bijrol in een aflevering van de televisieserie For Better or Worse.
- Gemeinsame Normdatei: 1143738403
- International Standard Name Identifier: 0000 0000 7152 9105
- Library of Congress Control Number: n2009066155
- MusicBrainz: c0ab780b-f913-45a9-a389-ec1b8113aca6
- Virtual International Authority File: 101399680
- WorldCat: E39PBJwmVqgPjv8HjRffwBtHYP